# Agriculture paysanne

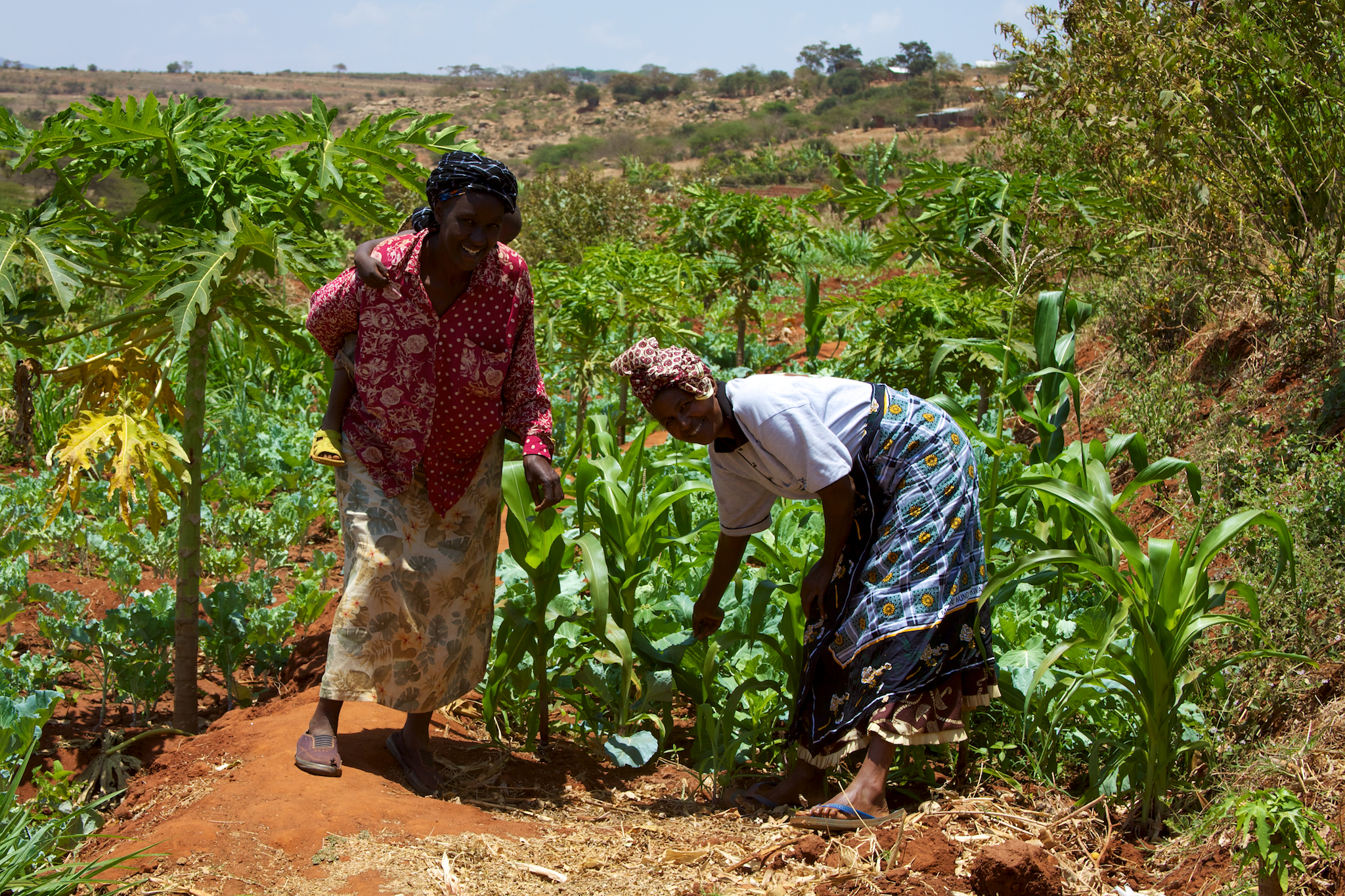
Paysannes du Kenya au travail.

 (septembre 2020).
L'agriculture paysanne est une idée de l'agriculture qui s'inscrit dans les critères de durabilité, de respect de l'environnement et de conservation du tissu social. C'est une vision qui affirme que l'agriculture n'a pas qu'un rôle de production de denrées alimentaires, mais a aussi un rôle social, environnemental et de maintien de la qualité des produits agricoles.
L'expression est une tautologie car, au moins à l'origine et encore le plus souvent aujourd'hui, l'agriculture est l'affaire des paysans ou des agriculteurs.
Dans les pays en développement, l'agriculture paysanne est souvent aussi une agriculture familiale qui joue un grand rôle alimentaire, socio-économique, environnemental et culturel. Cette forme d'agriculture est mise en exergue en 2014 par l'« Année internationale de l’agriculture familiale » ou AIAF qui vise à encourager son développement ainsi que l'agroécologie. Selon le FIDA (Fonds international de développement de l'agriculture) « un certain nombre de facteurs entrent en jeu comme l'accès au marché, l’accès à la terre et aux ressources naturelles, l’accès à la technologie, aux services de vulgarisation agricole et au crédit, les conditions démographiques, économiques et socio-culturelles, la disponibilité d’un enseignement spécialisé ».

## Éléments de définition

### Comme contre-modèle de l'agriculture industrielle.

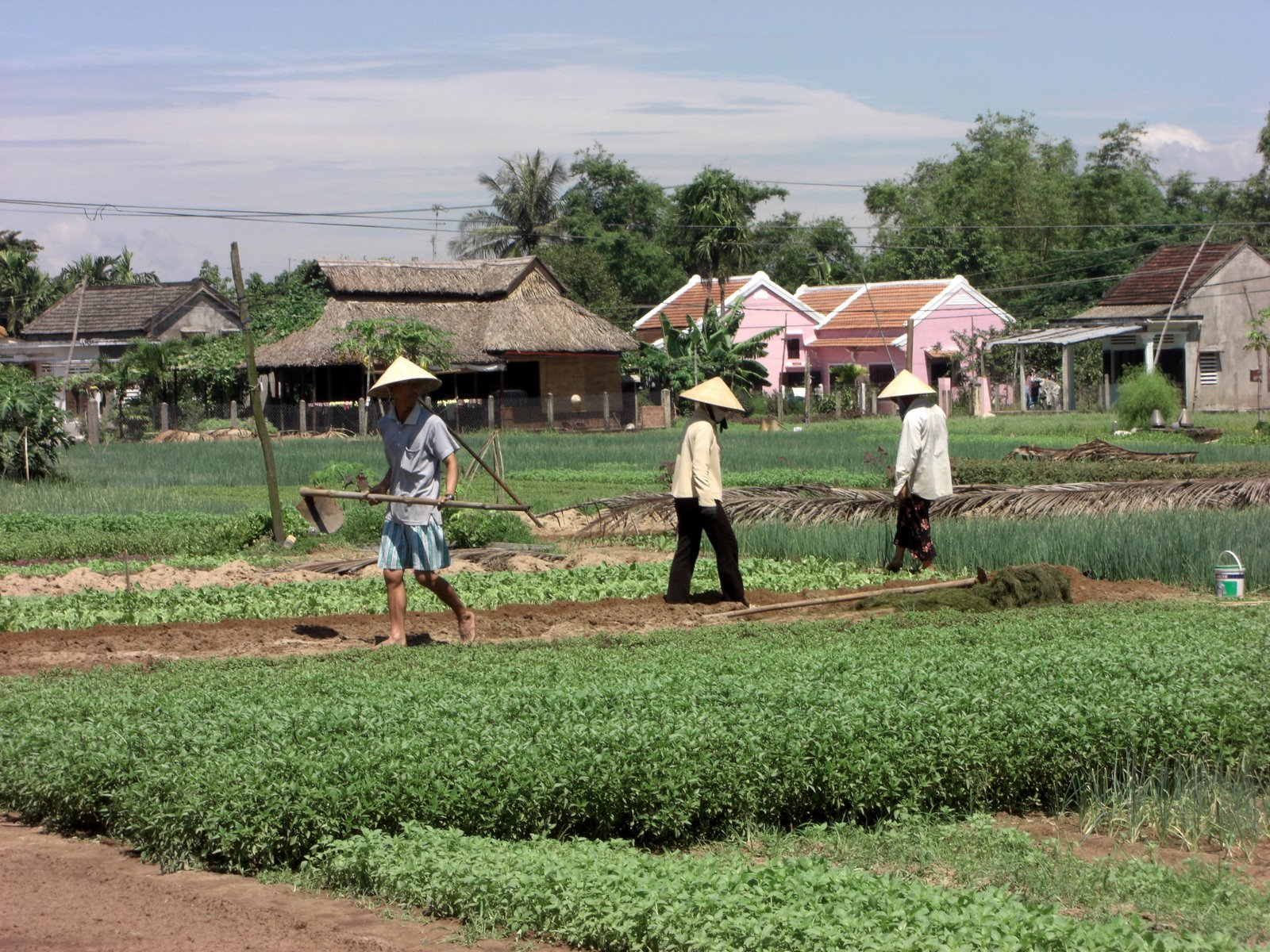
Travail à la houe au Viet-nam.

(Extrait de l'article en allemand « Bäuerliche Landwirtschaft »)
L’exploitation familiale est souvent décrite comme un contre-modèle à l’agriculture industrielle. Seul un agriculteur qui cultive sa propre terre est donc un paysan. Une telle « agriculture paysanne » a tendance à être plus durable que « l'usine agricole » en raison de sa gestion à long terme. L'industrie agricole, qui valorise la terre principalement comme un objet financier et spéculatif, favorise une agriculture intensive visant à maximiser le capital à court terme. L'agriculture non paysanne se caractérise par l'élevage industriel et la monoculture avec de graves conséquences sur l'environnement et le bien-être animal, une division extrême du travail, des suppressions d'emplois et une rationalisation à forte intensité de capital. Il est incontestable que l'industrialisation de l'agriculture a permis d'obtenir de solides résultats en matière de productivité et que la production agricole mondiale a considérablement augmenté mais les coûts écologiques et sociaux sont trop élevés. Les critiques cependant soulignent qu’on ne peut pas automatiquement supposer que « l’agriculture paysanne » est écologiquement ou socialement plus durable que les autres formes d’organisation de l’agriculture.

### Au niveau mondial

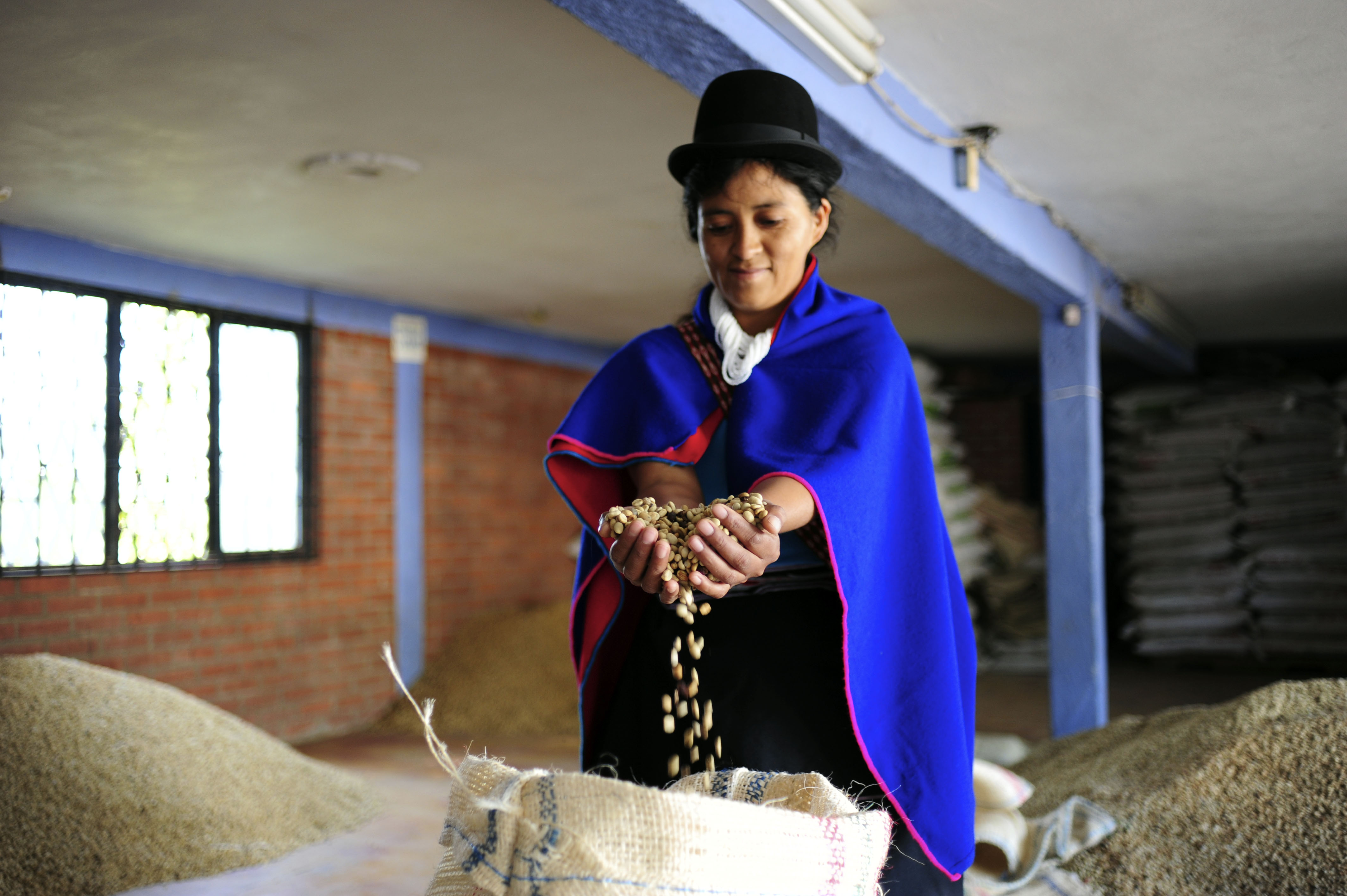
Paysanne colombienne petite productrice de café. Les coopératives donnent aux paysans l'opportunité de rester compétitifs par rapport aux entreprises internationales.

Au niveau mondial ce modèle est porté par la Via Campesina qui lutte notamment pour défendre les droits des paysans face aux multinationales. Créé en 1993 ce mouvement international paysan regroupait en 2017 182 organisations locales ou nationales. La Via Campesina milite pour la souveraineté alimentaire, la réforme agraire, l'agroécologie, la biodiversité, la préservation des semences fermières, la reconnaissance du rôle des femmes. Dans les institutions internationales elle se positionne contre les accords de libre-échange.

L'agriculture paysanne, en particulier l'agriculture à petite échelle, joue un rôle crucial dans les politiques de développement. Un tiers de tous les actifs dans le monde sont employés dans l'agriculture. Les conséquences de l’accaparement des terres, par exemple, sont tout aussi graves, car de nombreux agriculteurs des pays en développement et émergents perdent leurs terres et deviennent des travailleurs agricoles sans terre. Une faible autosuffisance est également considérée comme un risque pour la sécurité alimentaire.

### En France: charte

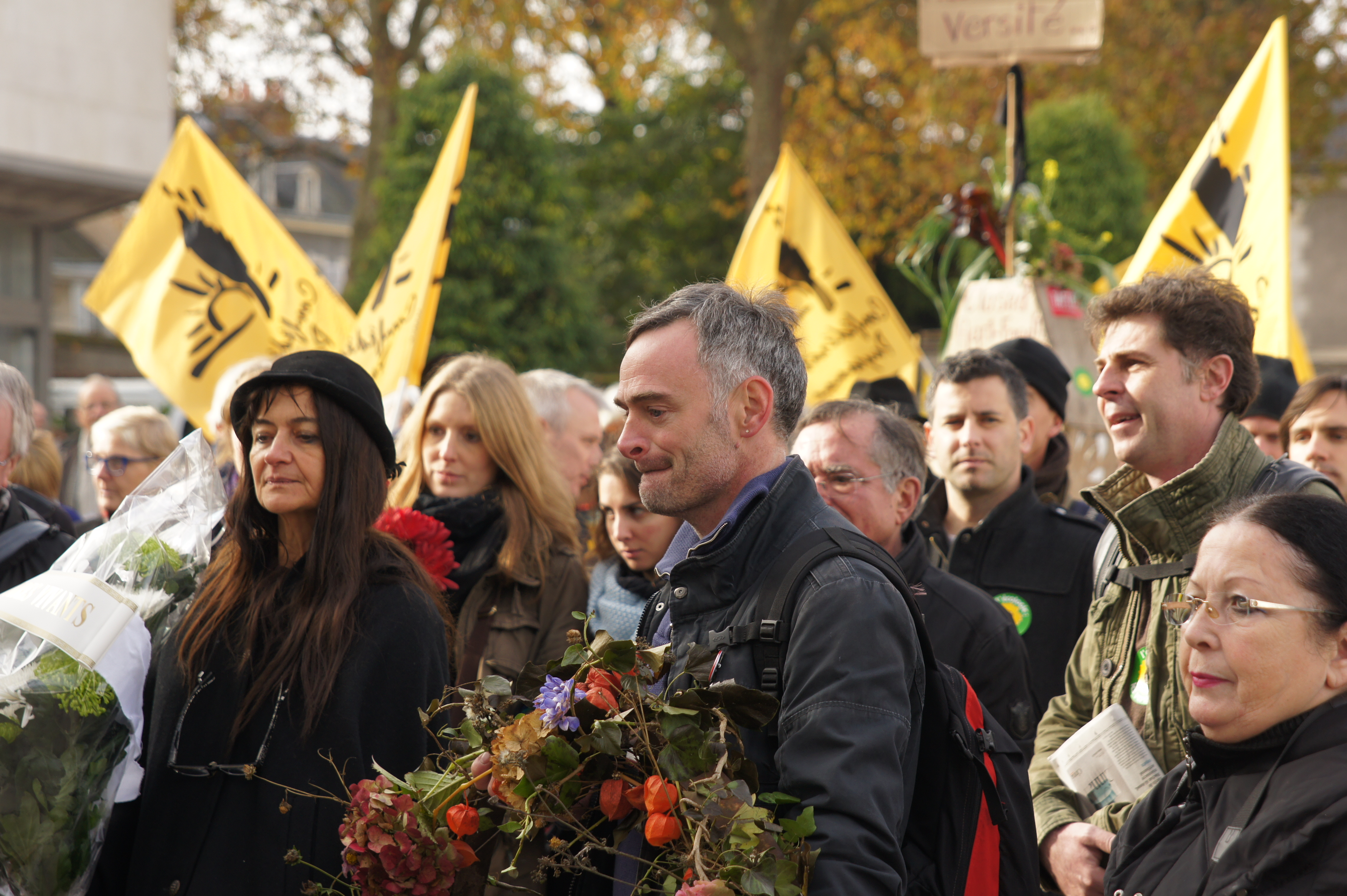
Enterrement de l'agriculture paysanne, manifestation de la Confédération paysanne devant l'Open AgriFood à Orléans - 20 novembre 2014.

L'agriculture paysanne telle qu'elle est entendue en France s'appuie sur une charte, 10 principes, et 6 thèmes : la répartition, la transmissibilité, l'autonomie, le travail avec la nature, la qualité, le développement local.
Les dix principes de l'agriculture paysanne :
1. Répartir les volumes de production afin de permettre au plus grand nombre d'accéder au métier et d'en vivre.
2. Être solidaire des paysans des autres régions d'Europe et du monde.
3. Respecter la nature.
4. Valoriser les ressources abondantes et économiser les ressources rares.
5. Rechercher la transparence dans les actes d'achat, de production, de transformation et de vente des produits agricoles.
6. Assurer la bonne qualité gustative et sanitaire des produits.
7. Viser le maximum d'autonomie dans le fonctionnement des exploitations.
8. Rechercher les partenariats avec d'autres acteurs du monde rural.
9. Maintenir la diversité des populations animales élevées et des variétés végétales cultivées.
10. Raisonner toujours à long terme et de manière globale.

Il est difficile de déterminer combien d'agriculteurs français appliquent scrupuleusement cette démarche, il s'agit d'ailleurs plutôt d'une démarche de progression, ce n'est pas un label officiel comme l'agriculture biologique, il n'y a donc pas de règles absolues à suivre pour obtenir cette mention. Il est néanmoins possible d'affirmer au vu des regroupements d'organisations paysannes qu'une part importante des agriculteurs qui pratiquent l'agriculture paysanne font appel à des pratiques respectueuses de l'environnement et évitent d'utiliser des pesticides et insecticides de synthèse.
Cette conception de l'agriculture est portée par différentes organisations telles que les associations pour le maintien d'une agriculture paysanne (AMAP), la Via Campesina, la Confédération paysanne, la fédération des associations pour le développement de l'emploi agricole et rural (FADEAR-Terre de liens) et Frères des Hommes.
« Ce sont essentiellement des petits producteurs marchands qui vivent et produisent pour dégager un revenu de leur activité, et aspirent à conserver leur indépendance au sein de structures sociales précapitalistes. »
— Pierre Bitoun , Le Sacrifice des paysans (p. 260).

## Politiques agricoles
Certain types de politique agricoles notamment celles impliquant le contrôle des prix et des structures d'exploitation ont pu être favorables aux petits paysans. La mise en place de l'enseignement agricole et la promulgation du statut du fermage en sont d'autres exemples.